# 幻遊未來世界
《幻遊未來世界》（英語：The Time Machine）是1960年英美一部穿越時空的科幻电影，是米高梅公司出品，由喬治·帕爾為製片人和導演，並由羅德·泰勒，伊蔚特·米爾和艾倫·楊主演。影片是改編自赫伯特·乔治·威尔斯於1895年的同名的短篇小說。威爾斯的作品更對未來科幻小說有巨大的影響力。
故事設在英國維多利亞時代，一位發明家發明一台能讓他穿越時空到未來的機器。隨後，他發現人類的後代已經演化成兩種不同的種類，一種是比較被動、天真又吃素的埃洛伊人（Eloi），另外一種則是在地底下生活吃埃洛伊人的莫洛克人（Morlocks）。喬治·帕爾曾在1953年將威爾斯的另一本小說-《星際戰爭》製成電影版，也一直想為《時光機器》做續集，但在願望還沒實現前便離世了。《時光機器：回程》算是這些電影的續集。1985年，這電影中的元素都在《喬治·帕爾的奇幻電影世界》紀綠片裡介紹。
《時光機器》曾因拍攝縮時攝影效果獲得奧斯卡獎。時光推移的效果讓觀眾可以看到坐上時光機到未來時世界快速的轉變。

## 故事情節
1900年1月5號，六位朋友相約來到赫伯特·乔治·威尔斯（羅德·泰勒飾）家吃晚餐。由於喬治遲遲沒出現，管家先招待客人吃晚餐。過了好一段時間，喬治終於拖著狼狽又邋遢的身子出現了，並開始敘述他奇怪的經歷。
前幾天晚上，五個人也曾一起吃晚餐，當時喬治開始解釋時間的第四維給大衛·菲爾比（David Filby，艾倫·楊飾，菲利浦·黑爾（Philip Hillyer，賽巴斯蒂安·卡博特飾），安東尼·百威（Anthony Bridewell，湯姆·黑墨飾）和沃爾特肯普（Walter Kemp，維特·比賽爾飾）。他聲稱有大型的時光機能穿越時空，並秀出來的是一個又小又精緻的模型，讓客人壓下小水晶桿。模型就這樣不見了，驗證了喬治的推理，但朋友們還是不相信他的話。有的只是好奇模型不見了，有的卻直接對喬治的理論嗤之以鼻。
喬治跟朋友們道別後到樓下擺放時光機的房間去。他坐上時光機後把槓桿壓下到了十七年後的未來：1917年9月13日。喬治遇見菲爾比的兒子詹姆斯，詹姆斯告訴他菲爾比在第一次世界大战中陣亡了。喬治聽了消息後傷心的來到1940年6月19號，發現自己處在另一次大戰，然後繼續向未來前進，最後停在1966年8月18日，並發現他的老街坊已經變成未來的大城市。城市響起空襲警報，四周的人趕緊跑到鄰近的庇護所避難。如今年老的詹姆斯菲爾比催促喬治也趕快避難，但喬治卻聽不懂詹姆斯用來解釋危機的說法。核爆引發火山噴發，由於岩漿快把喬治困住了，他只好趕緊離開，往更遙遠的未來，去找尋比較能落腳的地形。
喬治來到西元802701年10月12日，時光機停留的地方旁邊就是一個參天的人面獅身像。他到處探索，發現一群嬌嫩年輕柔弱的男女穿著輕便地圍繞在河邊。其中一個女子被河流沖走呼叫救命，但附近的同伴都無動於衷。喬治跳進水裡救了她，但她被救活後卻一聲不響地走掉了。女孩之後回來找喬治，並送他一朵花。她說她的名字是薇娜（Weena，伊蔚特·米爾飾），也告訴喬治他們的族群是埃洛伊人。喬治很快便發現埃洛伊人不會操作機器，不用工作，不唸書，也完全不了解歷史，甚至不會用火。
喬治決定離開時，發現時光機被偷走藏在人面獅身像裡。喬治覺得埃洛伊人不可能偷走時光機，問薇娜是否另有別人。薇娜告訴他，一定是晝伏夜出的莫洛克人做的。突然間，一個莫洛克人從草叢堆裡跳出來想抓薇娜，但因莫洛克人眼睛對光敏感，所以喬治用手中的火炬輕易地讓他救了薇娜。
隔天，薇娜帶喬治到草原上其中一個圓頂洞口探究竟。喬治檢查後發現這些構造是地底的風井，也是讓莫洛克人到地面上的通道。薇娜再把喬治帶到一個古老的博物館去，那裡有一些「會說話的戒指」訴說歷史中長達百年的核武戰爭，人類人口在毒化的土地上迅速減少。為了生存，很多人決定在地底下定居，剩餘的決定留在地面上生存。喬治從中推理這是後來埃洛伊人和莫洛克人的演化原因。喬治決定爬下風井，聽到人人面獅身像人面獅身像上傳來的警報聲後喬治回到地面，但薇娜已經不見了。喬治看到埃洛伊人成群結隊像被迷惑似的走進人頭獅身像的門。門在警報聲響完便關起來，把薇娜和埃洛伊人都關在裡面。
喬治進入莫洛克人地下的洞穴，發現其實埃洛伊人就像家畜一樣被莫洛克人飼養。找到薇娜後，喬治盡力對抗莫洛克人。他的作為激發了埃洛伊人生存的鬥志，他們也開始對抗莫洛克人。喬治生火後催促埃洛伊人爬出洞穴回到地面上去，更帶領他們去找乾樹枝丟進每個風井洞。煙從風井洞口飄出來，整個地底洞穴隨後倒塌了。
隔天早上，喬治發現人面獅身像燒成廢墟，門也開著，而時光機就座落在內。這其實是莫洛克人設下的陷阱，但他們不知道時光機就是喬治離開的方法。喬治被關在人面獅身像後遭攻擊，可是他成功的坐上時光機讓時光倒流，回到1900年1月5號，時光機停留的位置正是喬治家外的草地。
喬治的朋友還是對此事半信半疑的。喬治從口袋裡拿出薇娜給他的花做證據。菲爾比是朋友圈內業餘的植物學家，他看了花後說那是十九世紀裡從未出現過的種類。喬治跟他的客人道別，也特別跟菲爾比說再見。菲爾比再回來時發現喬治和時光機已經不見了，地上還有拖拉的痕跡，說明喬治回到埃洛伊人的世界，時光機還是會停留在人面獅身像外。菲爾比和威爾斯的管家發現家中圖書館的三本書不見了，卻無法確定是哪三本。菲爾比問管家能否猜測喬治會拿哪三本書。管家猜想喬治會不會再回來這世界。菲爾比回答說喬治「要多少時間就有多少時間了」。

## 演員
- 羅德·泰勒飾演喬治（赫伯特·乔治·威尔斯，名字被刻在時光機器上的銅牌匾）
- 艾倫·楊飾演大衛·菲爾比（David Filby）
- 伊薇特·明媚絲（英语：Yvette Mimieux）飾演薇娜（Weena）
- 賽巴斯蒂安·卡博特（英语：Sebastian Cabot (actor)）飾演菲利浦·黑爾博士（Dr. Philip Hillyer）
- 湯姆·黑墨（英语：Tom Helmore）飾演安東尼百威（Anthony Bridewell）
- 多麗斯·勞埃德（英语：Doris Lloyd）飾演華赦夫人（Mrs. Watchett）
- 保羅菲爾（英语：Paul Frees）飾演戒指的聲音（未列名）

## 家庭媒體
電影曾以Betamax和VHS錄影帶形式發行很多次，也曾以CED和鐳射影碟發佈過，2000年10月推出電影DVD版，也在2014年7月推出藍光光碟。

## 原聲帶
原聲帶在1987年發佈推出。曲目目錄如下：
1. 主題／演職員表
2. 1900年的倫敦（菲爾比的主題）   London 1900 (Filby's Theme)
3. 時光機器的模型    Time Machine Model
4. 時光機器    The Time Machine
5. 未來之旅    Quick Trip Into The Future
6. 有的是時間    All The Time In The World
7. 美麗森林／大廳    Beautiful Forest / The Great Hall
8. 恐懼    Fear
9. 維納（愛情主題）    Weena (Love Theme)
10. 拯救    Rescue
11. 回憶    Reminiscing
12. 莫洛克人    Morlocks
13. 結束主題（重奏）    End Title (Reprise)
14. 與莫洛克人的鬥爭    Fight With The Morlocks
15. 時光旅人    Time Traveler
16. 逃離    Escape
17. 祈禱／再次出發    Prayer / Off Again
18. 困在未來    Trapped In The Future
19. 時光倒流    Love And Time Return
20. 結束主題    End Title
21. 消失的大陸－亞特蘭蒂斯（序曲）－主題／歸功／愛情主題／夜間場景／潛水艇／片尾

## 票房
電影在北美及加拿大進帳161萬美元，其他地區為1百萬美元，獲利24.5萬美元；在法國總計363,915觀影人次。

## 獎項及榮譽
本片曾獲美國電影協會2008年AFI十大類型十大佳片科幻片提名。
| 年份   | 組織         | 獎項           | 提名                 | 結果 | 參    |
| ------ | ------------ | -------------- | -------------------- | ---- | ----- |
| 1961年 | 奧斯卡金像獎 | 最佳視覺效果獎 | 傑納·華倫、蒂姆·巴爾 | 獲獎 | [ 5 ] |
| 1961年 | 雨果獎       | 最佳戲劇表現   | 《幻遊未來世界》     | 提名 | [ 6 ] |

### 書目
- Warren, Bill（英语：Bill Warren (film historian and critic)）. Keep Watching the Skies: American Science Fiction Films of the Fifties, 21st Century Edition. Jefferson, North Carolina: McFarland & Company, 2009 (First Edition 1982). ISBN 0-89950-032-3.

## 外部連結
- 互联网电影数据库（IMDb）上《The Time Machine》的资料（英文）
- TCM电影资料库上《The Time Machine》的资料（英文）
- AllMovie上《The Time Machine》的资料（英文）
- 爛番茄上《The Time Machine》的資料（英文）
- 美国电影学会目录上的《The Time Machine》（英文）
- List of American films of 1960（英语：List of American films of 1960）
- "Time Machine The Journey Back Official Website" （页面存档备份，存于）
- Colemanzone.com: A tribute to the classic 1960 MGM movie The Time Machine （页面存档备份，存于）
- The Time Machine - synopsis of film scenes （页面存档备份，存于）
- Turner Classic Movies description （页面存档备份，存于）
- Script (scifimoviepage.com) （页面存档备份，存于）
- Cinematographic analysis of The Time Machine （页面存档备份，存于）

線上音檔
- Favorite Story上《The Time Machine》的資料（1949年5月28日）
- Escape（英语：Escape (radio program)）上《The Time Machine》的資料（1950年10月27日）